# Steinkiste von Åstofte Stenbjerg
Die Steinkiste von Åstofte Stenbjerg (auch Aasetofte genannt) liegt nordöstlich von Asnæs in der Odsherred Kommune auf der dänischen Insel Seeland.
Der etwa 1,75 m hohe im Westen stark erodierte Hügel hat etwa 19,0 m Durchmesser und oben eine Eintiefung. In ihr liegt eine vollständige Steinkiste (dänisch Hellekiste) aus 13 Seitensteinen und fünf Decksteinen. 